# Castillo Imperial de Poznan
El Castillo Imperial de Poznan (en polaco: Zamek Cesarski w Poznaniu) es un palacio de estilo neorrománico en la ciudad de Poznan (Polonia). Fue construido entre 1905 y 1913 por el arquitecto alemán Franz Schwechten bajo mandato del emperador Guillermo II.
Desde su fundación hasta 1939 el castillo llevaba el nombre de Castillo Real (en alemán: Residenzschloss Posen), ya que esta ciudad estaba bajo soberanía alemana. Durante la ocupación alemana, Hitler planeó la reconstrucción del castillo para acondicionarlo como residencia oficial (Führerresidenz). Al recobrar nuevamente Polonia su independencia, se le cambió el nombre al actual, pasando de ser un castillo real a llamarse imperial.

## Historia

### Construcción

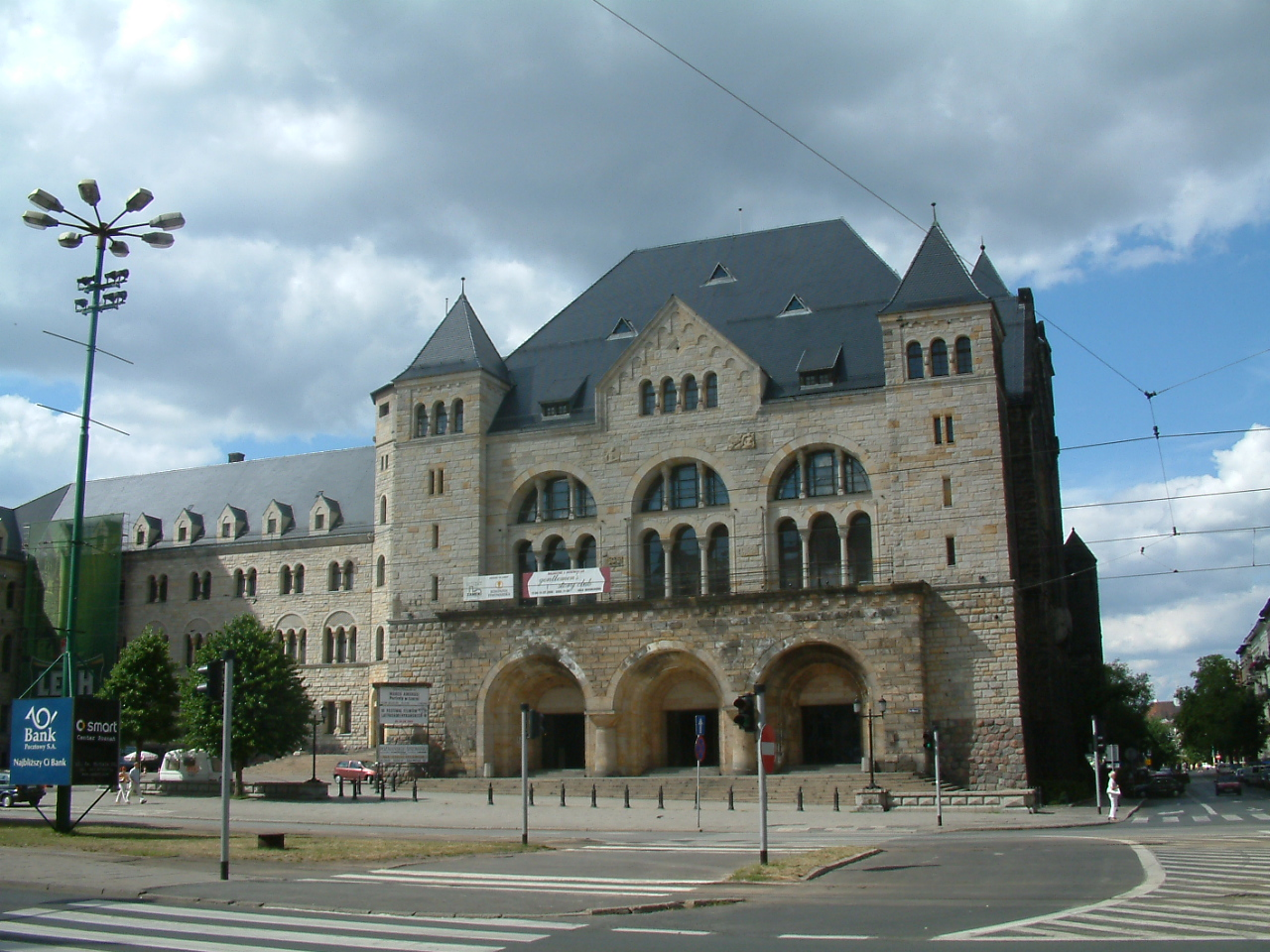
La fachada occidental.

La idea de un palacio real en Posen (nombre alemán que la ciudad llevaba en ese entonces y que era la capital de la provincia homónima del estado de Prusia, el mayor y más importante del Imperio alemán) nació en 1902 con el derribo de las antiguas murallas de la ciudad; ya que el emperador Guillermo II quería reforzar la presencia alemana en esa región oriental de su imperio con un nuevo centro urbano fuera de la zona antigua. Es así como se planea el Kaiserforum (Foro Imperial), constituido por un palacio real, una ópera, un edificio de correos, una academia real y una iglesia evangélico-luterana, así como un monumento a Bismarck.
Los planes de ese Foro fueron realizados por el urbanista y arquitecto Joseph Stübben y comenzaron a realizarse en 1904. Las obras del castillo se iniciaron en 1905 y fueron dirigidas por Franz Schwechten, famoso arquitecto en la corte imperial que entre sus obras más representativas se encuentra la Iglesia Memorial Kaiser Wilhelm en Berlín. Tras cinco años de obras, el Castillo fue inaugurado por el Emperador el 21 de agosto de 1910. El coste total del para ese entonces más moderno palacio de Europa fue de unos cinco millones de marcos del Reich.
Sin embargo, las obras continuaron para erigir una capilla privada para los emperadores, que fue terminada tres años después e inaugurada por el Emperador el 27 de agosto de 1913.

### El castillo entre las dos guerras
Al final de la Primera Guerra Mundial y como consecuencia del Tratado de Versalles la provincia de Posen fue separada de Alemania para incorporarse a Polonia. En el período de entreguerras el castillo fue usado como residencia del presidente de la Segunda República Polaca; una parte del castillo fue utilizada por la Universidad de Poznan. La capilla protestante fue transformada en una católica y los retratos del emperador fueron retirados.

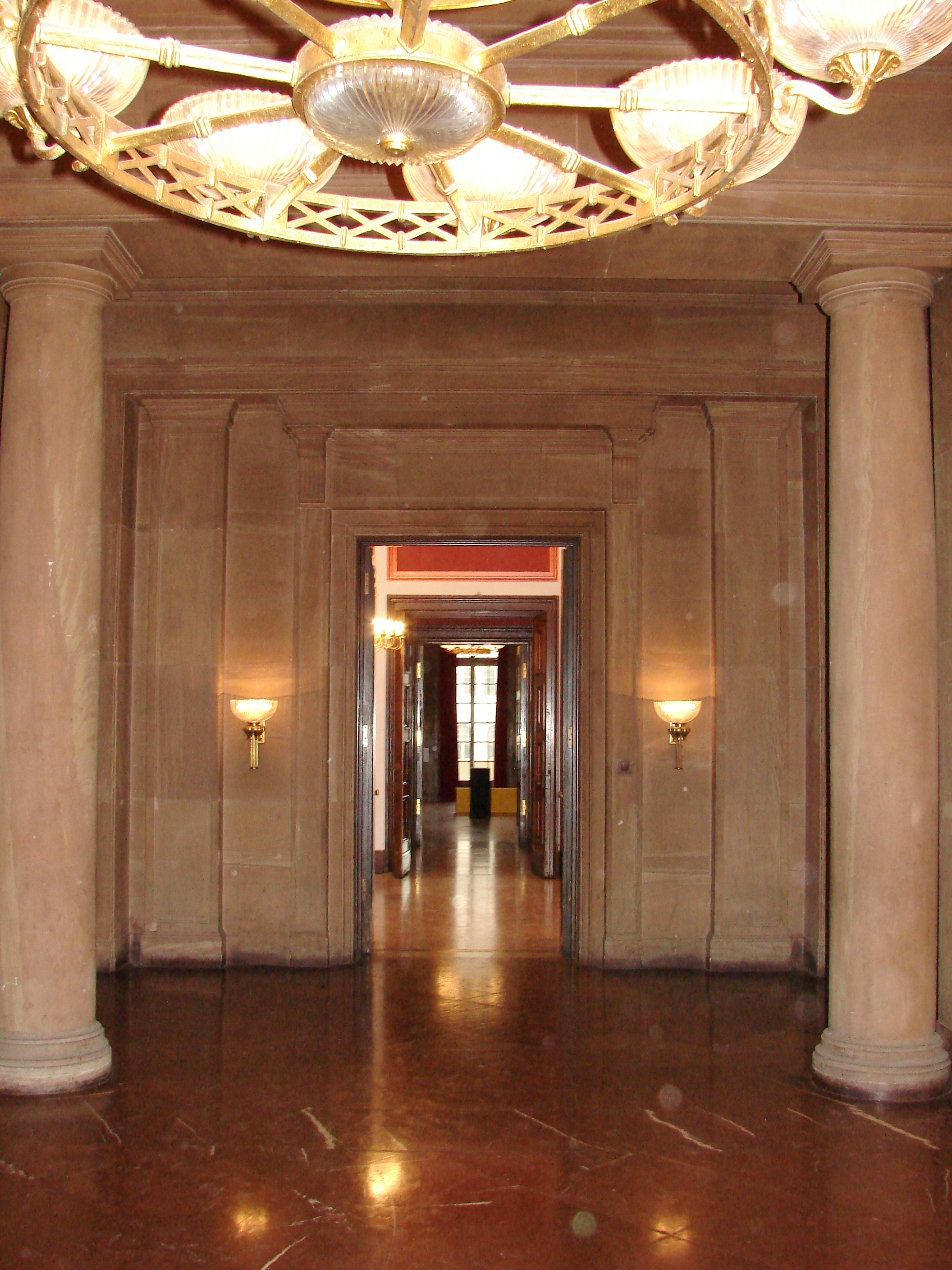
Entrada a la habitación de trabajo del Führer.

Tras la Ocupación de Polonia en 1939, Hitler dispuso la transformación del castillo en una residencia oficial representativa. El arquitecto Franz Böhmer fue contratado para tal tarea. En la primavera de 1940 comenzaron las obras de reconstrucción del edificio, que fue pensado también como sede del lugarteniente y representante de la región (Gauleiter) Arthur Greiser. En el desarrollo de las obras, se vieron hechas realidad numerosas ideas del propio Hitler. En la obra se emplearon a más de 600 peones de la construcción, la mayoría trabajadores forzados. En diciembre de 1943 se terminaron las oficinas del lugarteniente Greiser, aunque las obras de remodelación interior del resto del edificio se prolongaron hasta el verano de 1944. Uno de los cambios importantes fue la transformación de la antigua capilla privada de Guillermo II en la habitación de trabajo de Hitler, con una superficie de 130 m² y revestida de mármol.

### Reconstrucción y actualidad
El castillo resultó seriamente dañado al final de la Segunda Guerra Mundial, pero en los primeros años de la posguerra, el gobierno de la República Popular de Polonia se puso en acción para la reconstrucción del edificio. Si bien se respetaron los planos y el diseño nacionalsocialista, algunas cosas se modificaron para adaptarse a las nuevas necesidades como asiento de la administración municipal (por ejemplo, la torre fue recortada en 20 metros). Además de las oficinas municipales, se utilizó el recinto como sede temporal de la Universidad. A partir de los años sesenta se utilizó el edificio como centro cultural. El 6 de junio de 1959 el edificio fue declarado monumento histórico bajo protección de la ley.
En la actualidad el castillo alberga el Centro Cultural del Castillo (Centrum Kultury Zamek), institución que reúne salas de exposiciones, galerías de arte contemporáneo y organiza diversos eventos culturales como conciertos, muestras de cine, obras teatrales, seminarios, etc; un teatro de pantomimas, y el museo de las Protestas de Trabajadores de 1956. Además es la sede de varias organizaciones no gubernamentales y cónsules honorarios.
En 2010 empezaron las obras de restauración y reconstrucción de la parte oriental del castillo, entre otros la sala grande, la sala del cine y el vestíbulo (las obras terminaron el diciembre de 2012).

## Arquitectura

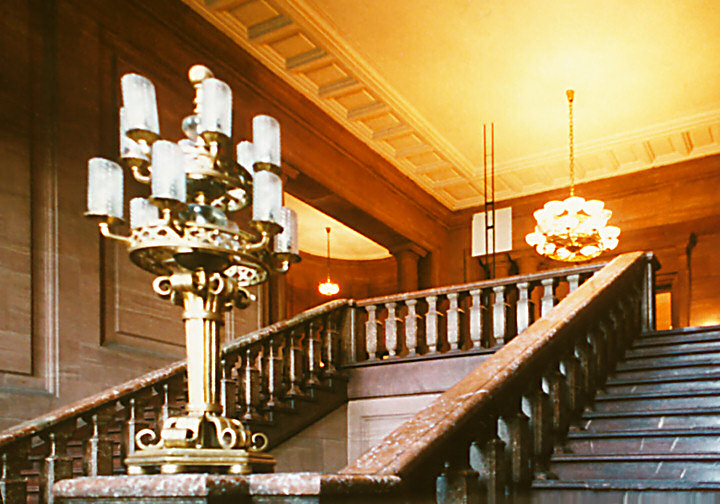
Detalle de la escalera central.

El castillo, concebido como un Königspfalz (residencia palatina temporal de los reyes alemanes durante la Edad Media), fue construido con hormigón, ladrillos y arenisca de Silesia. El edificio principal, en la parte sur del complejo, consiste en una gran ala occidental, en la que estaban las habitaciones privadas, y un ala oriental pequeña, con las oficinas de trabajo. En la planta baja del ala occidental estaban las dependencias militares y del tribunal imperial. En la primera planta se hallaban los aposentos privados del emperador y la emperatriz. Las habitaciones de la segunda planta fueron destinadas al príncipe heredero Guillermo de Prusia, por lo que se conocen como habitaciones del príncipe.
La capilla privada estaba en la torre del ala occidental y fue diseñada por el arquitecto August Oetken en estilo bizantino. Fue concebida tomando como ejemplo la Capilla palatina de Palermo. Los mosaicos son también obra de Oetken. Bajo la capilla, en el costado occidental de la torre, estaba la entrada privada del emperador. Desde esta entrada este accedía directamente a sus aposentos usando la escalera. El pasillo que comunicaba a los dormitorios del emperador y la emperatriz estaban decorados con estatuas que representaban al margrave Gero, Otón el Grande, Federico Barbarroja y Ladislao II.

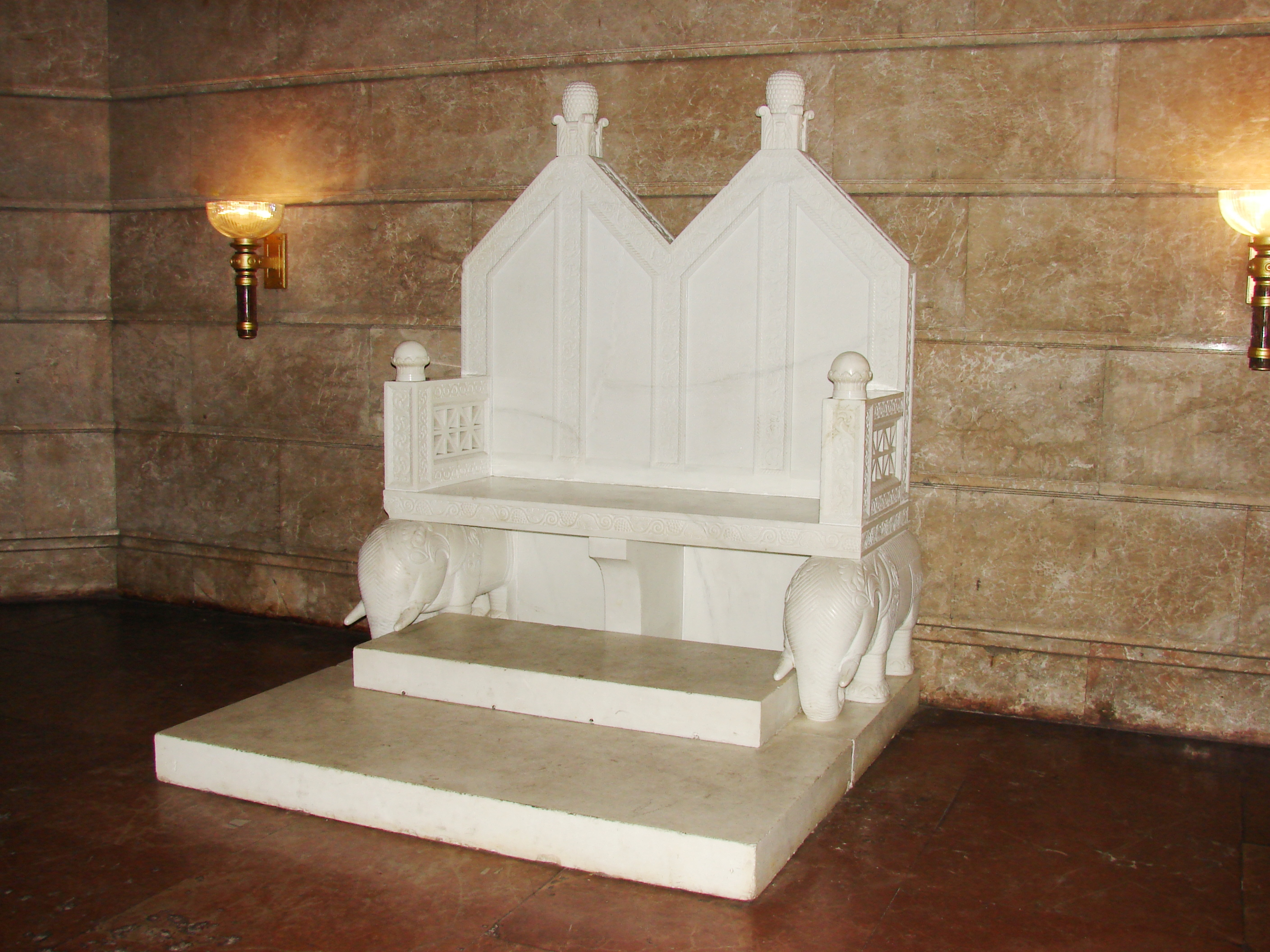
El trono de Guillermo II.

La habitación más elegante del palacio era la sala del trono, exquisitamente decorada con motivos y formas bizantinos. Esta sala estaba iluminada por grandes ventanales en forma de arco, entre éstos había nichos en la pared, en los que se levantaban ocho estatuas de emperadores del Sacro Imperio Romano Germánico. El trono, de toque oriental, se encontraba entre los ventanales centrales.

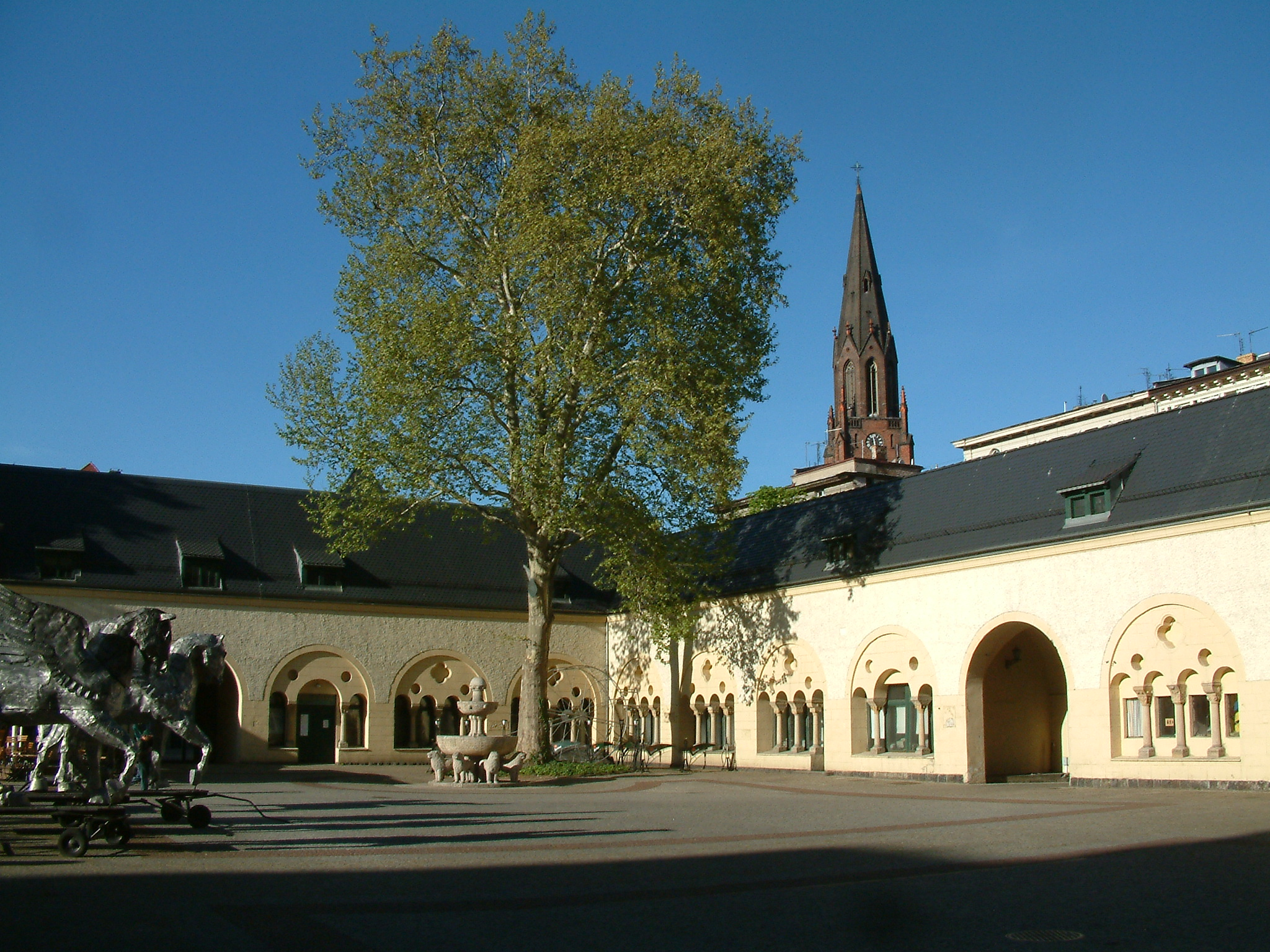
Patio de las Rosas con la fuente de los Leones.

En la parte trasera del castillo, la parte norte, se encuentra el patio de las Rosas (Dziedziniec Różany), en el que se levanta la fuente de los Leones (que es una copia de la fuente del patio de los Leones de la Alhambra), y un amplio jardín en el que hay un monumento a los polacos muertos en la Unión Soviética en 1940.